# Branche de prunier, fond vert
Branche de prunier, fond vert est un tableau réalisé par le peintre français Henri Matisse en 1948 à Vence, dans les Alpes-Maritimes. Cette huile sur toile représente une femme assise au bout d'une table rouge où sont posés des fruits jaunes, un vase de fleurs et un pot contenant des branches de prunier. L'œuvre est passée par la collection particulière d'Albert Lasker et est conservée depuis 2002 à la pinacothèque Agnelli de Turin, en Italie. Il existe au Museum of Modern Art de New York, aux États-Unis, une variante intitulée Branche de prunier, fond ocre où le vert du fond est donc remplacé par une autre couleur.